# Kẻ giám hộ
Kẻ giám hộ (tiếng Hàn: 보호자; Hanja: 保護者; Romaja: Bohoja) là một bộ phim hành động giật gân của Hàn Quốc năm 2022. Đây là tác phẩm điện ảnh đầu tay do Jung Woo-sung đạo diễn, có sự tham gia của Jung, Kim Nam-gil, Park Sung-woong, Kim Jun-han và Park Yoo-na. Phim ra mắt tại Liên hoan phim quốc tế Toronto 2022 ngày 13 tháng 9 năm 2022, được chiếu rạp tại Hàn Quốc ngày 15 tháng 8 năm 2023.